# 第五街道
第五街道，是中华人民共和国内蒙古自治区呼伦贝尔市扎赉诺尔区下辖的一个乡镇级行政单位。

## 行政区划
第五街道下辖以下地区：
灵北社区、建设社区和西山社区。